# 三宅タロー
三宅 タロー（みやけ たろう、Taro Miyake）こと三宅 多留次（みやけ たるじ、1881年 - 1935年）は、日本出身の柔術・柔道の指導者であり、プロレスラーである。20世紀初頭にイギリスでの柔術の確立に貢献した

## 生涯
岡山県で起倒流・竹内流・真妙流を教えていた明武館の小野田坂太郎から柔術を学んだ。また、不遷流第4代の田辺又右衛門や大阪の大東流柔術創始者の半田弥太郎に師事した。
1899年（明治32年）に奈良の学校で柔術の教師として働き始め、2年後には神戸で警察の柔道師範に任命された。しかし、1904年に乱闘騒ぎに参加したことが原因で解雇され、ロンドンに渡った。
三宅はロンドンのショーやミュージックホールを巡って柔術の試合を行った。その中で、柔術の現役王者・谷幸雄を破ったことで有名となった。その後、三宅は谷と手を組んで、柔術学校を開校したり、"The Game of Ju-Jitsu"という本を共著で出版したりした。1908年からは、同郷の上西貞一、前田光世らと共にヨーロッパを巡り、グレート・ガマに挑戦したこともあった。
1914年にアメリカに渡った。シアトルを拠点として活動し、柔術の学校を設立した。1917年10月20日、三宅はプロレスラーでキャッチレスリング選手のアド・サンテルと対戦した。三宅は勇敢に戦ったが、サンテルのハーフ・ネルソン・スラムを受けて敗れた。プロレスに興味を持った三宅は、エド・ルイス（ザ・ストラングラー）の下でプロレスラーとして働き始め、トゥーツ・モントやクラレンス・エクランドらと試合をした。1928年、三宅はアメリカのレスラー3人を伴って日本に帰国し、プロレスの巡業を行った。しかし、当時の日本ではプロレスはほとんど知られておらず、興業的に大失敗してアメリカに戻った。1931年にはハワイで日系人の檀山流柔術家の識名盛夫（沖識名）をスカウトした。1932年、50代になってもまだマディソン・スクエア・ガーデンで試合に出場していた。
1935年に死去した。

## 著書
- Yukio Tani; Taro Miyake (1906). The Game of Ju-jitsu: For the Use of Schools and Colleges
  - 日本語訳: 谷幸雄、三宅タロー『対訳 The Game of Ju-jitsu 柔術の勝負 明治期の柔道基本技術』内田賢次 監修、創英社、2013年。ISBN 978-4881428115。

## 主な戦績
| 勝敗 | 対戦相手              | 試合結果                     | 大会名         | 開催年月日     |
| ×    | Ad Santel             | ハーフネルソンスラムによるKO | Seattle, WA    | 1917年10月20日 |
| ○    | John Berg             |                              | Spokane, WA    | 1918年3月15日  |
| ×    | Canadian Jack Taylor  |                              | Vancouver, BC  | 1919年1月23日  |
| ×    | Jim Londos            |                              |                | 1920年4月8日   |
| ×    | Canadian Jack Taylor  |                              | Casper, WY     | 1921年4月      |
| ×    | Ed "Strangler" Lewis" |                              | Chicago, IL    | 1923年12月31日 |
| ○    | Fred Bilger           |                              | St. Louis MO   | 1924年2月19日  |
| ×    | Oresti Vadalfi        |                              | St. Louis MO   | 1924年12月4日  |
| ○    | Bull Montana          |                              | Columbus, OH   | 1927年3月2日   |
| ○    | Ray Carpenter         |                              | Columbus, OH   | 1927年3月9日   |
| ○    | Jack Kogut            |                              | Columbus, OH   | 1927年3月16日  |
| ×    | Ray Carpenter         |                              | Columbus, OH   | 1927年3月23日  |
| ×    | Jim Londos            |                              | Brooklyn, NY   | 1931年3月11日  |
| ×    | Jim Londos            |                              | Louisville, KY | 1931年5月16日  |
| ×    | ”Tiger” Nelson        |                              | Washington DC  | 1931年5月28日  |